# زبان توصیف خدمات وب
زبان توصیف خدمات وب یا ویزدل (Web Services Description Language - WSDL) به توصیف کامل خدمات وب، توابع قابل دسترسی در آن‌ها، و روش‌های فراخوانی این توابع مبادرت می‌کند.